# Salles-Arbuissonnas-en-Beaujolais
Pour les articles homonymes, voir Salles.
Salles-Arbuissonnas-en-Beaujolais est une commune française, située dans le département du Rhône en région Auvergne-Rhône-Alpes. Elle est située dans l'ancienne région historique du Beaujolais.
Arbuissonnas et Salles-en-Beaujolais ne forment plus qu'une seule entité depuis 1976.
Ce fait était depuis longtemps acquis dans l'esprit des gens, plusieurs associations regroupaient déjà nombre d'habitants, comme la brigade des pompiers, la fanfare et les paroisses étaient déjà regroupées.
À l'origine Arbuissonnas, l'église Saint-Laurent était autrefois enclavée à l'intérieur d'un prieuré bénédictin dépendant de l'abbaye d'Ainay. On trouve mention de fortifications et d'une  tour dès le Xe siècle. Il ne reste de cet ensemble qu'une chapelle dont le cœur fut construit en 1860.
Arbuissonnas disposa longtemps de sa propre école avec une classe unique et mixte, et d'une vaste maison de famille, la villa Bethanie.

## Géographie
Salles-Arbuissonnas est une commune située dans le Beaujolais, à 10 kilomètres au nord-ouest de Villefranche-sur-Saône, et 40 kilomètres de Lyon.

### Communes limitrophes
Salles-Arbuissonnas-en-Beaujolais est limitrophe des communes suivantes :

### Climat
Pour des articles plus généraux, voir Climat d'Auvergne-Rhône-Alpes et Climat du Rhône.
En 2010, le climat de la commune est de type climat océanique dégradé des plaines du Centre et du Nord, selon une étude du Centre national de la recherche scientifique s'appuyant sur une série de données couvrant la période 1971-2000. En 2020, Météo-France publie une typologie des climats de la France métropolitaine dans laquelle la commune est exposée à un climat de montagne ou de marges de montagne et est dans la région climatique  Nord-est du Massif Central, caractérisée par une pluviométrie annuelle de 800 à 1 200 mm, bien répartie dans l’année. 
Pour la période 1971-2000, la température annuelle moyenne est de 11,2 °C, avec une amplitude thermique annuelle de 17,6 °C. Le cumul annuel moyen de précipitations est de 865 mm, avec 9,6 jours de précipitations en janvier et 7,2 jours en juillet. Pour la période 1991-2020, la température moyenne annuelle observée sur la station météorologique de Météo-France la plus proche, « Saint-Cyr-Chatoux », sur la commune de Saint-Cyr-le-Chatoux à 6 km à vol d'oiseau, est de 10,7 °C et le cumul annuel moyen de précipitations est de 959,9 mm,. Pour l'avenir, les paramètres climatiques de la commune estimés pour 2050 selon différents scénarios d'émission de gaz à effet de serre sont consultables sur un site dédié publié par Météo-France en novembre 2022.

## Urbanisme

### Typologie
Au 1er janvier 2024, Salles-Arbuissonnas-en-Beaujolais est catégorisée bourg rural, selon la nouvelle grille communale de densité à sept niveaux définie par l'Insee en 2022.
Elle appartient à l'unité urbaine de Saint-Étienne-des-Oullières, une agglomération intra-départementale regroupant sept  communes, dont elle est une commune de la banlieue,,. La commune est en outre hors attraction des villes,.

### Occupation des sols
L'occupation des sols de la commune, telle qu'elle ressort de la base de données européenne d’occupation biophysique des sols Corine Land Cover (CLC), est marquée par l'importance des territoires agricoles (94,1 % en 2018), une proportion identique à celle de 1990 (94,1 %). La répartition détaillée en 2018 est la suivante : 
cultures permanentes (81 %), prairies (8,8 %), zones urbanisées (5,9 %), zones agricoles hétérogènes (4,3 %). L'évolution de l’occupation des sols de la commune et de ses infrastructures peut être observée sur les différentes représentations cartographiques du territoire : la carte de Cassini (XVIIIe siècle), la carte d'état-major (1820-1866) et les cartes ou photos aériennes de l'IGN pour la période actuelle (1950 à aujourd'hui).

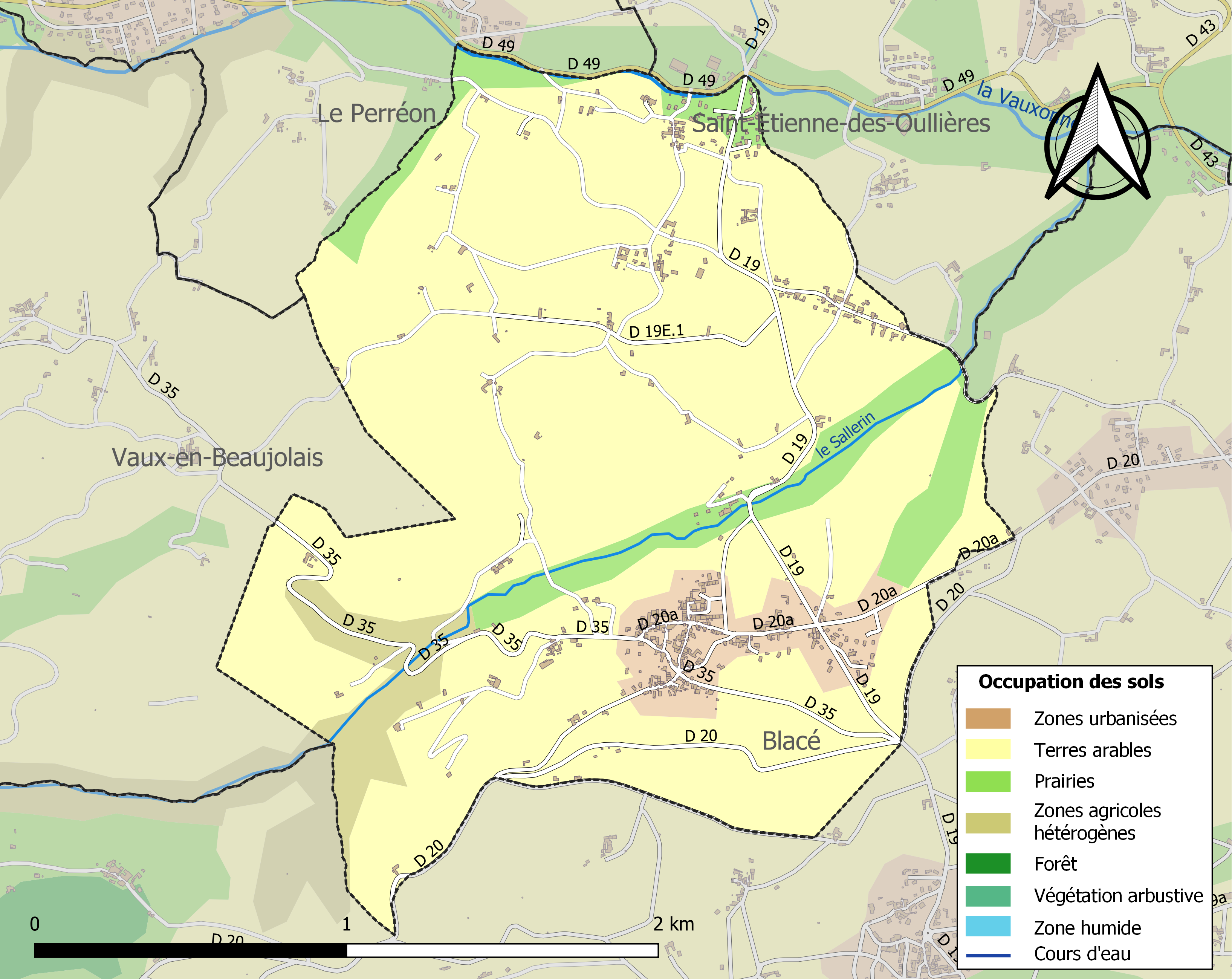
Carte des infrastructures et de l'occupation des sols de la commune en 2018 (CLC).

## Histoire

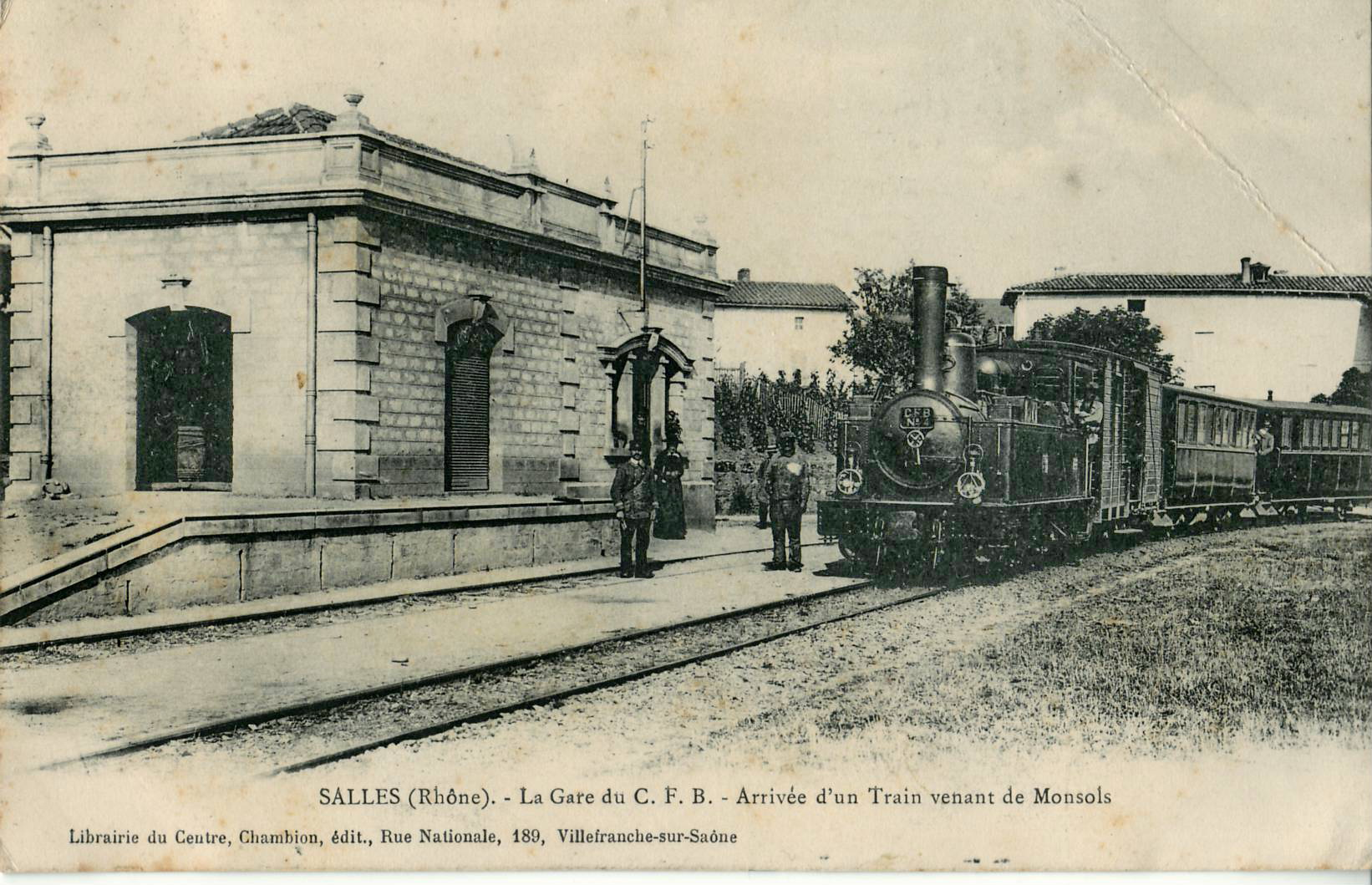
La commune disposait de deux arrêts sur la ligne de chemin de fer secondaire à voie métrique du chemin de fer du Beaujolais reliant, de 1901 à 1934, Villefranche-sur-Saône à Monsols.
On voit ici la gare de Salles.

Les moines de Cluny sont arrivés à Salles en Beaujolais au Xe siècle pour fonder le prieuré de Saint-Martin-de-Salles.

### La fondation du Prieuré
Les moines de Cluny sont arrivés à Salles en Beaujolais au Xe siècle pour fonder le prieuré de Saint-Martin-de-Salles. Ils construisent ainsi une belle église romane en pierres dorées, un cloître, ainsi que de nombreux bâtiments nécessaires à la vie d'un prieuré (salle capitulaire, dortoir, parloir, cellier, cantine).

### Le chapitre de Salles
En 1301, 30 moniales arrivées de l'île de Grelonges, sur la Saône, s'installent au prieuré de Salles. Au fil du temps, le prieuré prospère et ses dernières font faire de nombreuses modifications au prieuré : la porte en gothique flamboyant, agrandissement de la salle capitulaire et peintures murales, agrandissement du parloir, surélévation de l'église. Petit à petit, ces moniales initialement soumises à la règle bénédictine, prennent des libertés et se font construire des maisons individuelles. Elles ne vivent donc plus en communauté. Elles commencent à posséder personnellement, à vendre, à acheter, s'enrichissent et plus tard, se font appeler chanoinesses comtesses. Issues de la noblesse, elles sont soutenues financièrement par leur famille. Rappelées plusieurs fois à l'ordre par leur supérieur hiérarchique à Cluny, elles continuent de glisser vers un mode de vie de plus en plus aristocratique. Elles reçoivent des visiteurs, sortent de l'enceinte du prieuré pour se rendre quelque temps dans leur famille ou chez des amies, ont des domestiques. En 1779, elles obtiennent officiellement le titre de chanoinesse comtesse et passent sous l'obédience de l'archevêque de Lyon. En 1790, le décret mettant fin aux ordres religieux vient mettre un terme aux projets de grandeur des chanoinesses de Salles. Le chapitre est dissous, la majorité d'entre elles regagne leur famille, et d'autres, à l'image de la Prieure Madame de Ruffey, se battront pour reprendre les biens que la Révolution leur a volés. Elle parvient à racheter quelques maisons mais est finalement emprisonnée et meurt en prison. De cette glorieuse époque, la commune de Salles a conservé une partie du cloître, de la salle capitulaire, et du parloir, ainsi que de magnifiques maisons "bourgeoises", datant d'un projet qui n'aura vu que partiellement le jour, le projet Désarnod.

### LeXXesiècle
Au début du XXe siècle, l'hôtel Cinquin est l'un des nombreux établissements qui accueillent à Salles, pensionnaires, gens de passage et touristes. On rapporte que les clients de cet hôtel jouaient aux boules dans la cour du cloître. On peut citer parmi les autres hôtels de Salles, l'hôtel du commerce (aujourd'hui restaurant situé près de la voûte) et l'hôtel du chapitre dont les habitués jouaient aux boules sur la grand-place. 
Dans une ambiance pittoresque, ils buvaient « des canons » et alignaient les collections de « pots » bus sur le mur devant l'hôtel. À la fin de la journée, les pots étaient comptabilisés et chacun payait son dû[réf. nécessaire].
Salles comptait aussi plusieurs cafés, comme le café de la gare situé au bas du village, appelé aussi couramment « café du fond de Salles »[réf. nécessaire].
Le 1er janvier 1975, la commune est formée par la fusion de Salles et d'Arbuissonnas, dont Salles est le chef-lieu. 

## Politique et administration

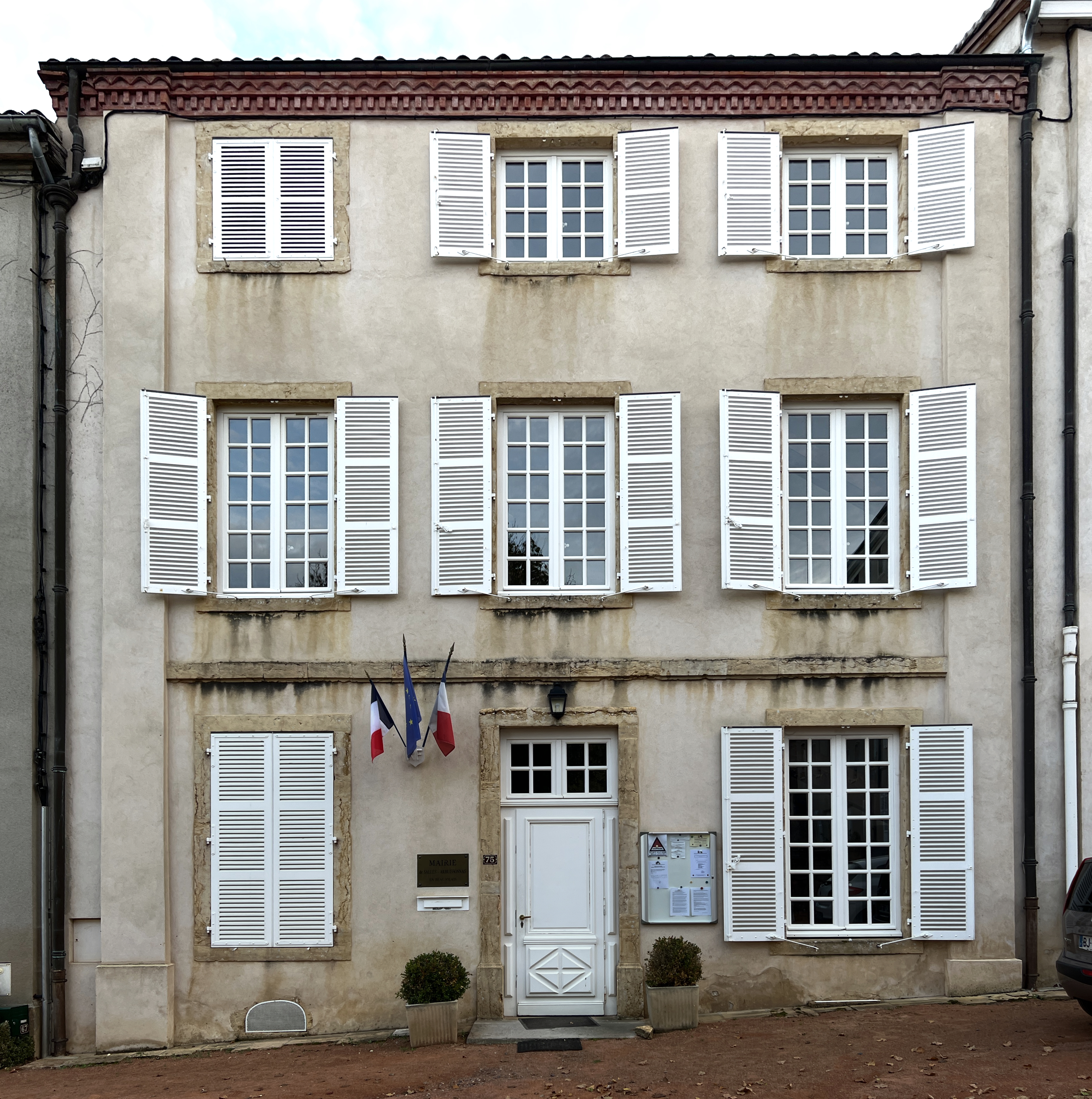
La mairie.

| Période      | Période  | Identité              | Étiquette | Qualité |
| ------------ | -------- | --------------------- | --------- | ------- |
| 1975         | 1983     | Jean Auger            |           |         |
| 1983         | 1989     | Jean-Jacques Putigny  |           |         |
| 1989         | 2001     | Louis Bosgiraud       |           |         |
| 2001         | 2008     | Claude Richard        |           |         |
| 2008         | 2020     | Marie-Claude Longefay |           |         |
| juillet 2020 | En cours | Stéphane Parizot      |           |         |

## Démographie
L'évolution du nombre d'habitants est connue à travers les recensements de la population effectués dans la commune depuis 1793. Pour les communes de moins de 10 000 habitants, une enquête de recensement portant sur toute la population est réalisée tous les cinq ans, les populations de référence des années intermédiaires étant quant à elles estimées par interpolation ou extrapolation. Pour la commune, le premier recensement exhaustif entrant dans le cadre du nouveau dispositif a été réalisé en 2008.

En 2022, la commune comptait 789 habitants, en évolution de −2,47 % par rapport à 2016 (Rhône : +3,93 %, France hors Mayotte : +2,11 %).
| 1793 | 1800 | 1806 | 1821 | 1831 | 1836 | 1841 | 1846 | 1851 |
| ---- | ---- | ---- | ---- | ---- | ---- | ---- | ---- | ---- |
| 371  | 371  | 408  | 365  | 409  | 432  | 460  | 491  | 492  |

| 1856 | 1861 | 1866 | 1872 | 1876 | 1881 | 1886 | 1891 | 1896 |
| ---- | ---- | ---- | ---- | ---- | ---- | ---- | ---- | ---- |
| 472  | 484  | 528  | 464  | 494  | 445  | 438  | 404  | 400  |

| 1901 | 1906 | 1911 | 1921 | 1926 | 1931 | 1936 | 1946 | 1954 |
| ---- | ---- | ---- | ---- | ---- | ---- | ---- | ---- | ---- |
| 425  | 430  | 397  | 343  | 348  | 343  | 353  | 271  | 274  |

| 1962 | 1968 | 1975 | 1982 | 1990 | 1999 | 2006 | 2008 | 2013 |
| ---- | ---- | ---- | ---- | ---- | ---- | ---- | ---- | ---- |
| 289  | 340  | 459  | 513  | 507  | 629  | 732  | 761  | 823  |

| 2018 | 2022 | - | - | - | - | - | - | - |
| ---- | ---- | - | - | - | - | - | - | - |
| 773  | 789  | - | - | - | - | - | - | - |

## Lieux et monuments
- Le site de Salles-Arbuissonnas-en-Beaujolais est classé et une zone de protection a été mise en place autour de l’église de Salles[20] afin de préserver la place devant celle-ci, la cour du chapitre, la place du chapitre et les maisons du chapitre XVIIIe siècle qui la bordent.

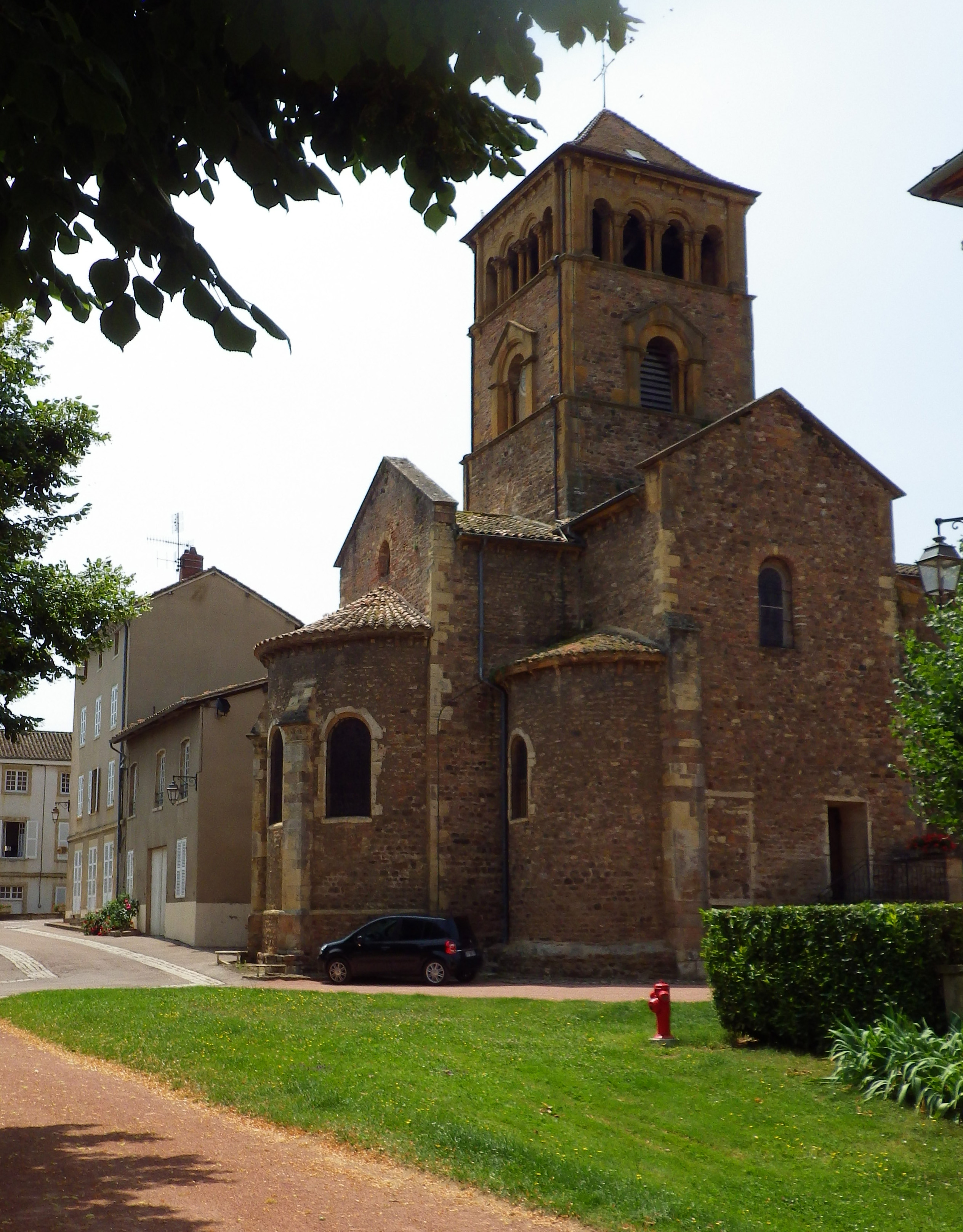
Abside de l'église face est.

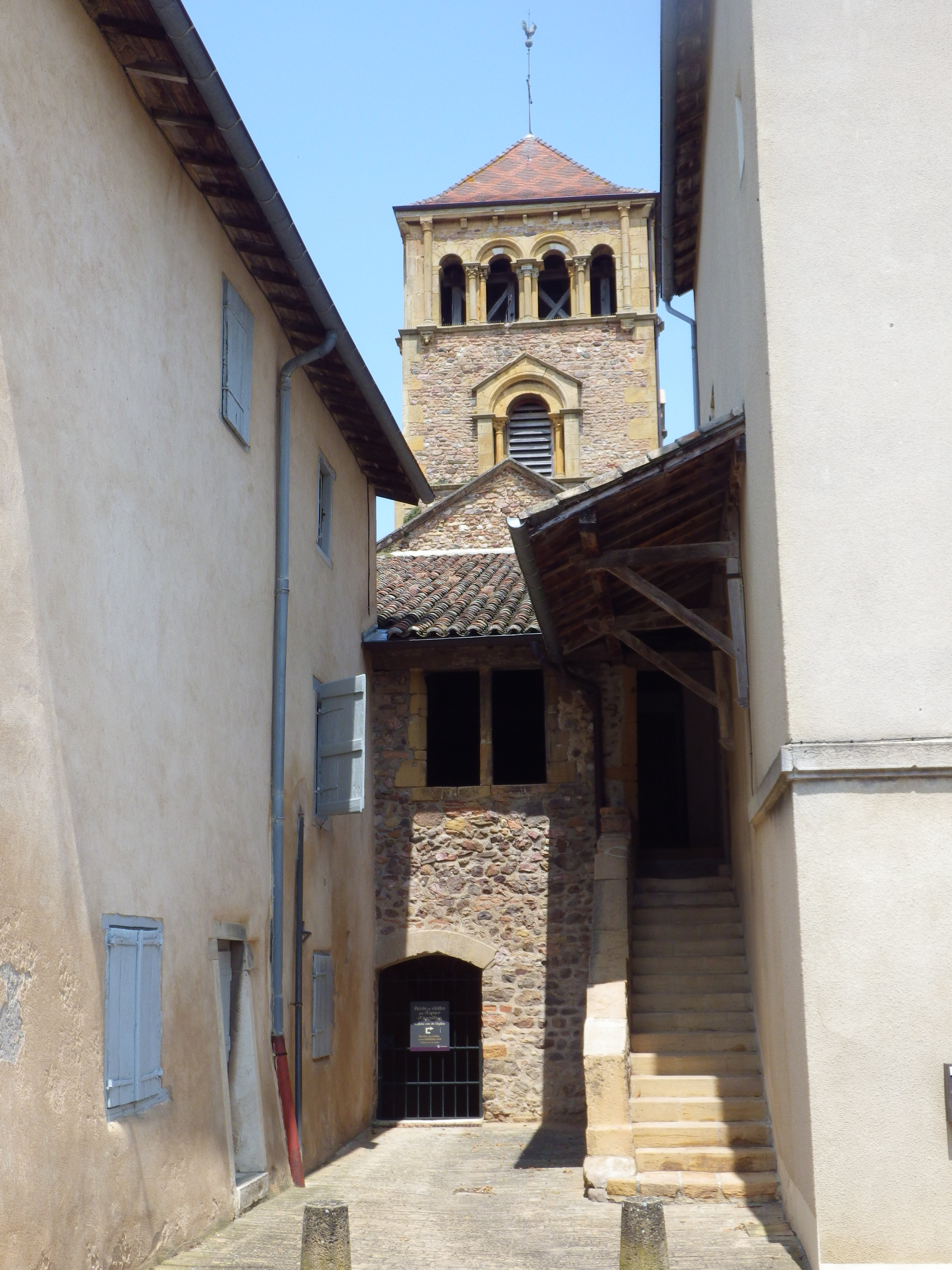
Clocher vu du sud.

- Les vestiges du prieuré clunisien Saint-Martin-de-Salles. À voir : 
  - la façade avec sa porte romane,
  - le porche en style gothique flamboyant,
  - le cloître du Xe siècle et sa galerie du XIIe siècle, voûtée avec des ogives à colonnes doubles en pierres dorées[21],

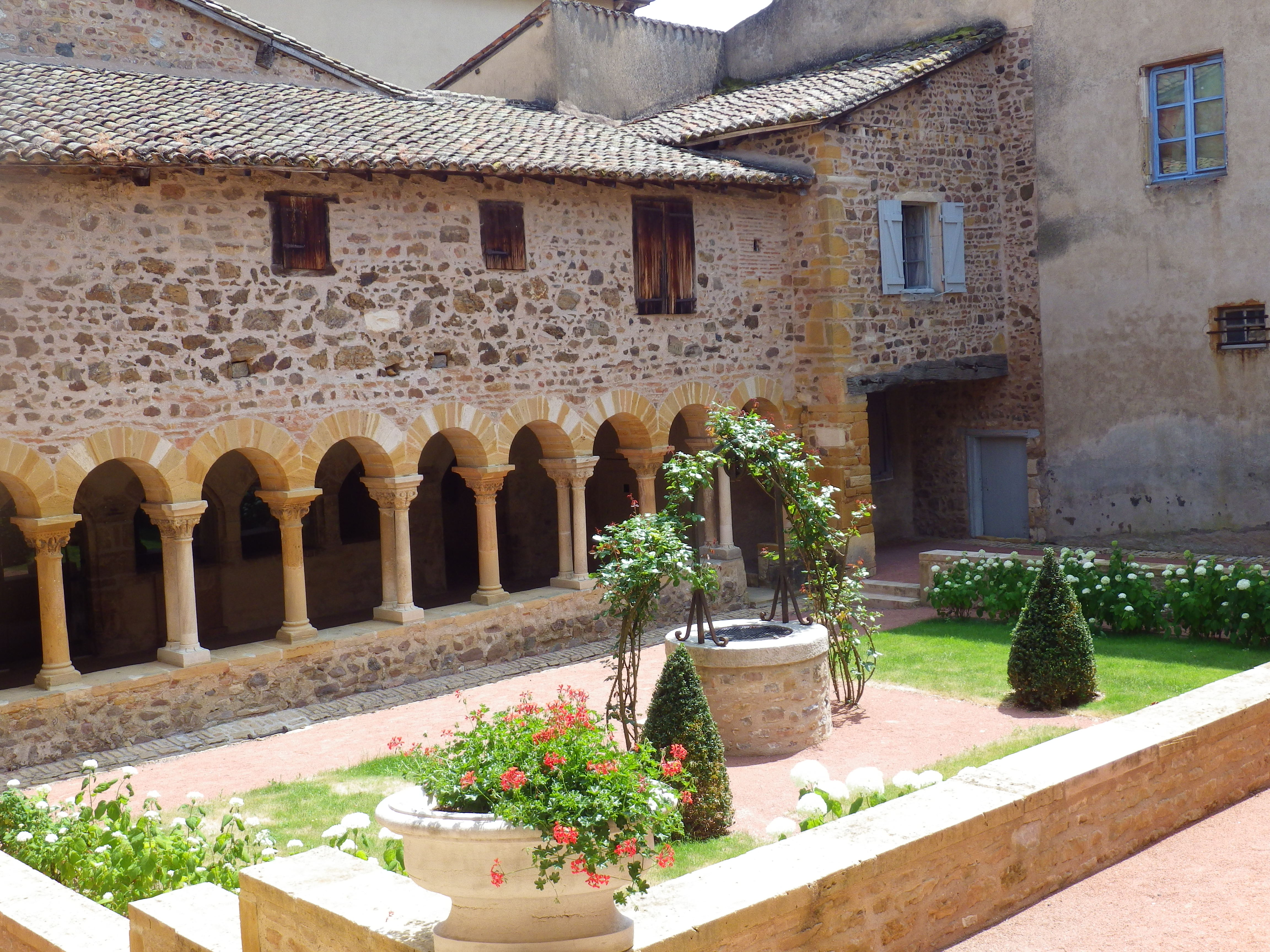
Cloitre du prieuré.

- - la salle capitulaire du XVe siècle, voûtée d’ogives,
  - les fresques du XVe siècle;
  - la chaire priorale du XVIe siècle,
  - les stalles de style Renaissance et XVIIIe siècle.

- le parc d’Arbuissonnas

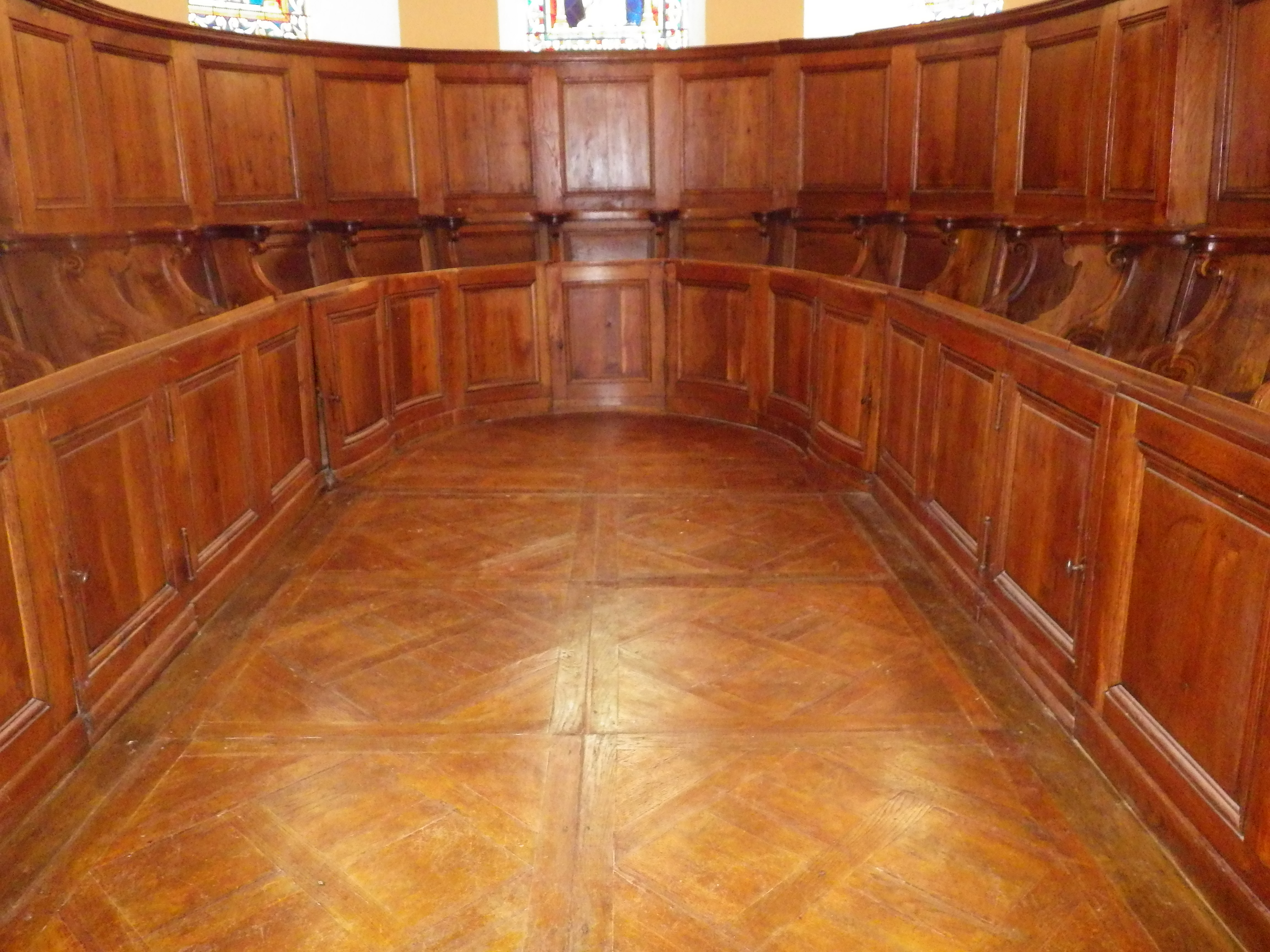
Vu d'ensemble des stalles.

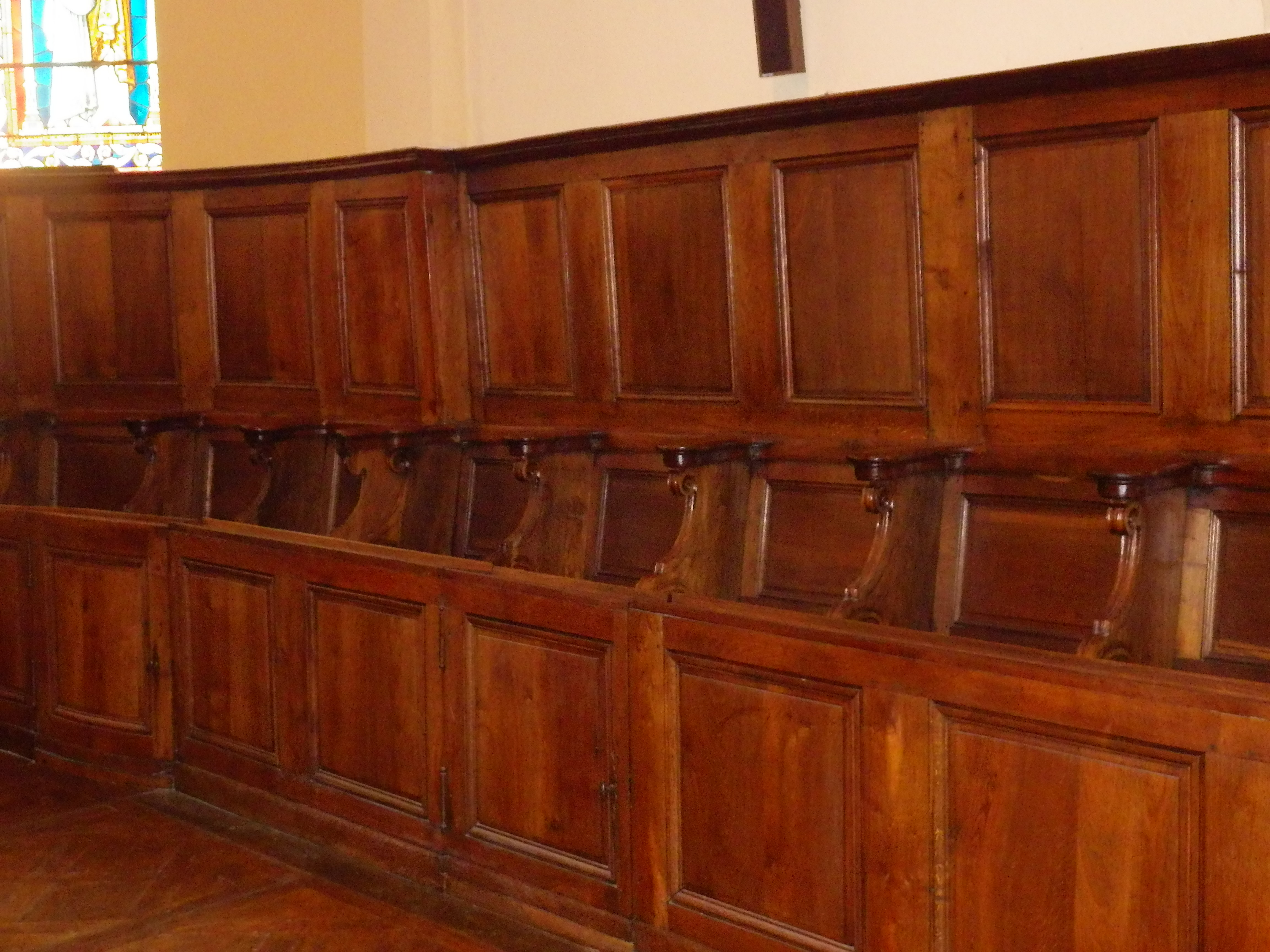
Détail de quelques stalles.

- l'église d’Arbuissonnas remaniée au XIXe siècle.
- l’ancienne hostellerie « saint-vincent ».

## Évènements
En 1798, une météorite de "20 livres" tomba sur le territoire de Salles. Le plus probable est que la chute eut lieu le 17 mars (selon Izarn) ou le 12 mars, vers 18 heures (22 ventôse an VI ? selon de Drée ; d'autres encore la situent le 17 juin à 20 heures). 
Le Dr Pétetin, président de la Société médicale de Lyon, en fournit un échantillon au marquis de Drée en février 1802. Celui-ci fut frappé de sa ressemblance avec d'autres pierres trouvées à Bénarès ou en Angleterre, et envisagea qu'elles fussent bien originaires de l'espace, selon la théorie alors très controversée de Chladni (en général, les savants pensaient que ces objets prétendument tombés du ciel relevaient de la superstition populaire). Il entreprit une première classification des météorites (1803).

## Personnalités liées à la commune
- Georges Dufrénoy, peintre postimpressionniste.
- Joseph Balloffet, historien du Beaujolais.

## Héraldique
| Blason de Salles-Arbuissonnas-en-Beaujolais | Blason  | D'or au lion de sable, armé et lampassé de gueules, au lambel à cinq pendants du même brochant sur la poitrine du lion. |
| Blason de Salles-Arbuissonnas-en-Beaujolais | Détails | Ce sont les armes du Beaujolais (sires de Beaujeu). Le statut officiel du blason reste à déterminer.                    |